# 波洛乡
波洛乡，是中华人民共和国四川省凉山彝族自治州昭觉县曾经下辖的一个乡。2021年撤销。

## 行政区划
波洛乡撤销前下辖以下地区：
博史尔苦村、波洛洛呷村、地布且拖村、黑史拉打村和波洛姐曲村。